# Reserveoffizieranwärter
Reserveoffizieranwärter (ROA) sind in der Bundeswehr Offizieranwärter in einer der Laufbahnen für Offiziere der Reserve. Die Ausbildung findet im oder außerhalb des Wehrdienstes statt.

## Bewerbung

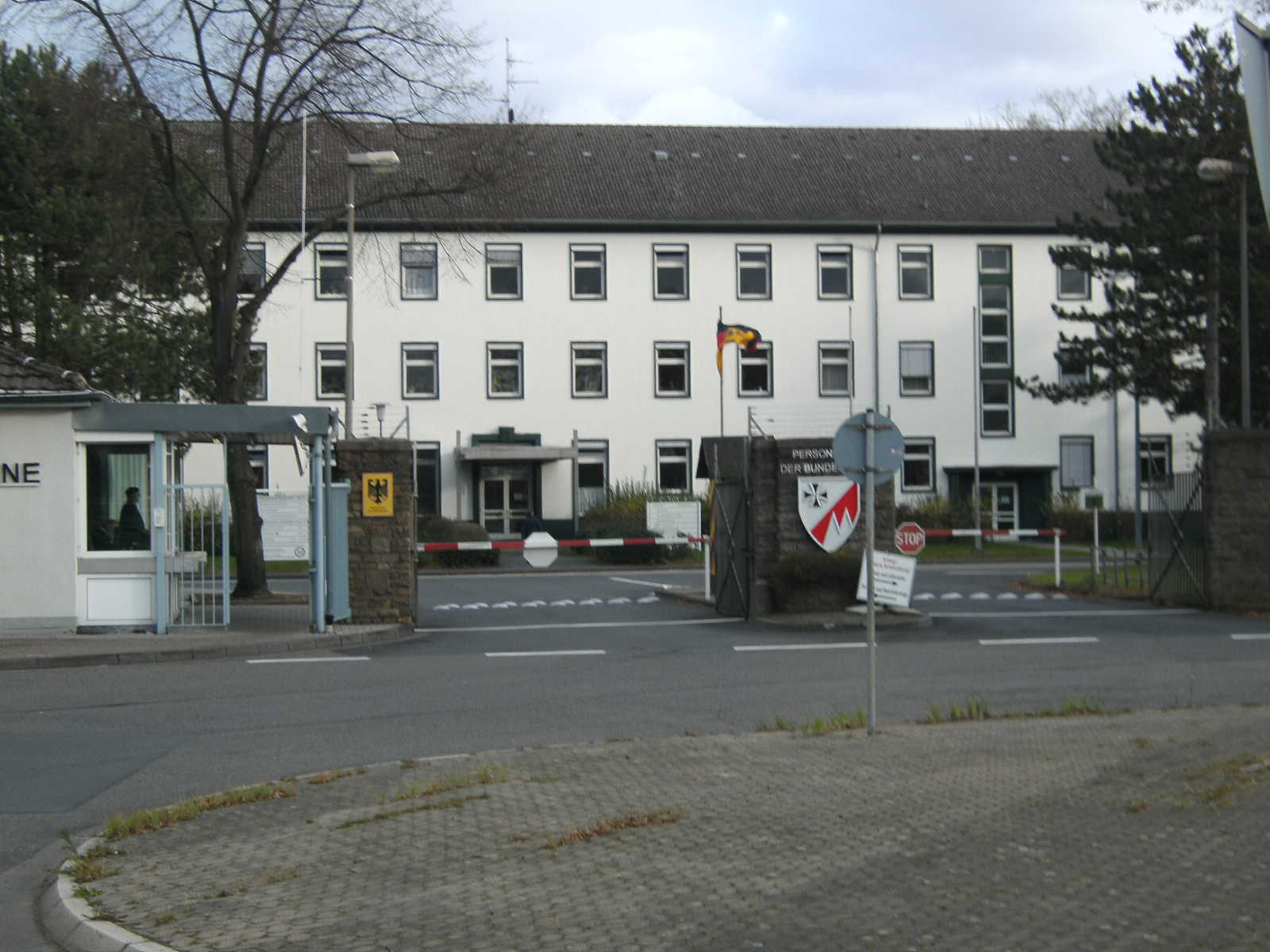
Gereon-Kaserne (ehemals Mudra-Kaserne) in Köln: Standort des Bundesamtes für das Personalmanagement der Bundeswehr

Reserveoffizieranwärter müssen Abitur, Fachhochschulreife oder einen als gleichwertig anerkannten Bildungsstand besitzen. Ein Realschulabschluss mit Berufsausbildung oder der Abschluss der Unteroffizierausbildung (mit Beförderung) oder der Abschluss des schulischen Teils der Fachhochschulreife können eingebracht werden.
Ob die Zulassungsvoraussetzungen vorliegen, wird vom Assessmentcenter für Führungskräfte der Bundeswehr (ACFüKrBw), ehemals Offizierprüfzentrale (OPZ), in Köln geprüft. Dazu müssen sich die Bewerber einem Eignungsfeststellungsverfahren unterziehen, das Fragen, Tests, eine Ausarbeitung, ein Gespräch, Gruppensituationen und den Basis-Fitness-Test (BFT) beinhaltet. Die Personalverantwortlichen entscheiden nach Eignung und Befähigung sowie nach Bedarf.

## Ausbildung
Die Ausbildung der ROAs entspricht den Truppendienern, wodurch ein Wechsel in andere Laufbahnen möglich wird. Ziel der Ausbildung ist es, als Zugführer bzw. stellvertretender Kompaniechef eingesetzt zu werden. Es stehen zwei Alternativen zur Verfügung:

### Im Wehrdienst
Bei einer Verpflichtungszeit von zwei (SaZ 2) oder drei Jahren (SaZ 3) ist für Heeres-, Luftwaffen- und Marineuniformträger sowie für den Sanitätsdienst der Bundeswehr die Ausbildung im Wehrdienst möglich.
Im Heer nehmen die Reserveoffizieranwärter zunächst für sechs Monate  am Offizieranwärterlehrgang in der Infanterieschule oder dem Ausbildungszentrum Munster teil. Danach folgen die jeweils dreimonatigen Offizierlehrgänge Teil 1 und 2 an der Offizierschule des Heeres (OSH) in Dresden. Daran anschließend ist ein zwölfmonatiges Truppenpraktikum (bei SaZ 2) oder erst die dreimonatige Sprachausbildung an der Artillerieschule in Idar-Oberstein, dann ein dreimonatiges Truppenpraktikum, der zwölf-/dreizehnmonatige Offizierlehrgang Teil 3 an einem Ausbildungszentrum und erneut ein fünfmonatiges Truppenpraktikum (für SaZ 3).
In der Luftwaffe erfolgt zunächst die dreimonatige Grundausbildung bei einer Ausbildungskompanie in Roth oder Germersheim. Danach absolvieren die Reserveoffizieranwärter den Offizierlehrgang an der Offizierschule der Luftwaffe (OSLw) in Fürstenfeldbruck. Es folgen eine abhängige Militärfachliche Ausbildung (Luftwaffensicherungstruppe, ABC/Selbstschutz, Personaloffizier Streitkräfte, Militärisches Nachrichtenwesen, Informationstechnik Offizier [nur bei SaZ 3] oder Presseoffizier Streitkräfte) und ein Truppenpraktikum.
In der Marine durchlaufen die Reserveoffizieranwärter die Basisausbildung an der Marineschule Mürwik (MSM) in Flensburg und auf dem Segelschulschiff Gorch Fock. Danach folgt der sechsmonatige Offizierlehrgang, ebenfalls in Mürwik und die abhängige Militärfachliche Ausbildung (Operationsdienst [nur bei SaZ 3], Versorgung/Transport [nur bei SaZ 3], Militärisches Nachrichtenwesen oder Personalmanagement) und ein Truppenpraktikum.
Im Sanitätsdienst Allgemeine Grundausbildung / Sanitätsgrundlagen beginnt die Laufbahn mit der dreimonatigen Allgemeinen Grundausbildung bzw. den Sanitätsgrundlagen im Sanitätslehrregiment in Feldkirchen. Danach folgt ein Truppenpraktikum. Der sechswöchige Fachlehrgang Fachunteroffizier Sanitätsdienst der Bundeswehr und der achtwöchige Offizierlehrgang Offizier der Sanitätstruppe finden dann an der Sanitätsakademie der Bundeswehr (SanAkBw) in München statt.
Eine Weiterverpflichtung von SaZ 2 auf 3 ist grundsätzlich möglich.

### Außerhalb des Wehrdienstes
Die Ausbildung außerhalb des Wehrdienstes ist für alle Laufbahnen der Offiziere der Reserve, bis auf die ausgesetzten Marineuniformträger, möglich. Hier haben die Reserveoffizieranwärter in der Regel bereits den mehrmonatigen Grundwehrdienst, inklusive die Allgemeine Grundausbildung, hinter sich.
Im Heer durchlaufen Ungediente zunächst zwei jeweils zehntägige Allgemeine streitkräftegemeinsame soldatische Ausbildungen (Modul 1 und 2) an den Truppenschulen. Ungediente und Gediente steigen dann in drei jeweils zehntägige Reserveoffizierslehrgänge ein, die an den Ausbildungszentren der Truppengattungen stattfinden.
Dazu kommen noch jeweils mindestens 14 Tage Truppenpraktikum.
In der Luftwaffe absolvieren die Reserveoffizieranwärter jeweils zwei einmonatige Offizierlehrgänge (Teil 1 und 2) an der Offizierschule der Luftwaffe (OSLw) in Fürstenfeldbruck. Danach folgt ein einmonatiges Führungstraining, ebenfalls an der OSLw und eine Militärfachliche Ausbildung (siehe „innerhalb des Wehrdienstes“).
Im Sanitätsdienst kann der Reserveoffizieranwärter in zehn Ausbildungstagen den Offizierlehrgang ROA Sanitätsdienst der Bundeswehr Modul 1 und in zwölf Ausbildungstagen den Offizierlehrgang ROA Sanitätsdienst der Bundeswehr Modul 2 an der Sanitätsakademie der Bundeswehr (SanAkBw) in München sowie in dazwischen und danachfolgenden jeweils 12 Ausbildungstagen am Stück in Wehrübungen in der Truppe die Laufbahn absolvieren.

## Beförderung
Während der Ausbildung wird der Reserveoffizieranwärter analog der Standzeit der Truppendiener befördert. Er durchläuft u. a. die Dienstgrade Fahnenjunker/Seekadett und Fähnrich/Fähnrich zur See. Bei erfolgreichem Ablegen der Offiziersprüfung können die ROAs frühestens 36 Monate nach Dienstantritt zum Leutnant/Leutnant zur See und damit Reserveoffizier ernannt werden.

## Weblink
- Reserveoffizier bei der Bundeswehr auf mil.bundeswehr-karriere.de (Stand: 24. September 2015)